# 萨默维尔 (南卡罗来纳州)
萨默维尔（英文：Summerville），是美国南卡罗来纳州的一个城镇，大部分位于多切斯特县，小部分位于伯克利县和查尔斯顿县。 它是查尔斯顿-北查尔斯顿-萨默维尔大都会统计区（Charleston-North Charleston-Summerville Metropolitan Statistical Area）的一部分。 根据2010年美国人口普查，该市有人口50,915 人。其面积大约为18.16平方英里（47.03平方公里）。